# Имитация бурной деятельности
Имитация (изображение, симуляция) бурной деятельности (ИБД), также театр продуктивности (англ. productivity theater) — форма создания впечатления о своей работе сотрудником предприятия, при которой он делает вид, что действует продуктивно, как правило, создавая ложное впечатление, что он занят делом или недоступен.
После роста популярности удаленной работы после пандемии COVID-19, ИБД стала серьёзной проблемой для работодателей в случае удаленной работы сотрудников, когда у работодателя отсутствует реальный контроль за служебной деятельностью работников.

## Причины явления
В организациях, где руководство предприятия ради снижения расходов оказывает давление на сотрудников, чтобы они работали, возникает явление, получившее название «театр продуктивности» (англ. productivity theater). В результате давления руководства работники отдают приоритет таким задачам, которые делают работников более заметными для руководителя в ущерб реально эффективным. Из-за этого создаётся видимость активной деятельности и у руководителя создаётся видимость продуктивности, но страдает результативность работы.
Переход на дистанционную работу из дома (удаленную работу, «удалёнку») привел к увеличению числа организаций, использующих программное обеспечение для мониторинга производительности работников. В результате больше стало людей, даже хорошо выполняющих свою работу, вынужденных постоянно казаться занятыми.
Ранее, до массовой «удалёнки», в организациях, где наличествует надзор за присутствием сотрудников на рабочем месте, люди практиковали «презентеизм» (англ. presentee-ism) — поведение, когда человек повесил на спинку стула пиджак и оставил его там, создавая впечатление, что он находится в офисе. Ныне люди, работающие из дома, для того же вынуждены имитировать свою работу за компьютером. Такая имитация чаще всего наблюдается в компаниях, которые не в полной мере адаптировались к удаленной работе её сотрудников.

## Механические перемещения мыши

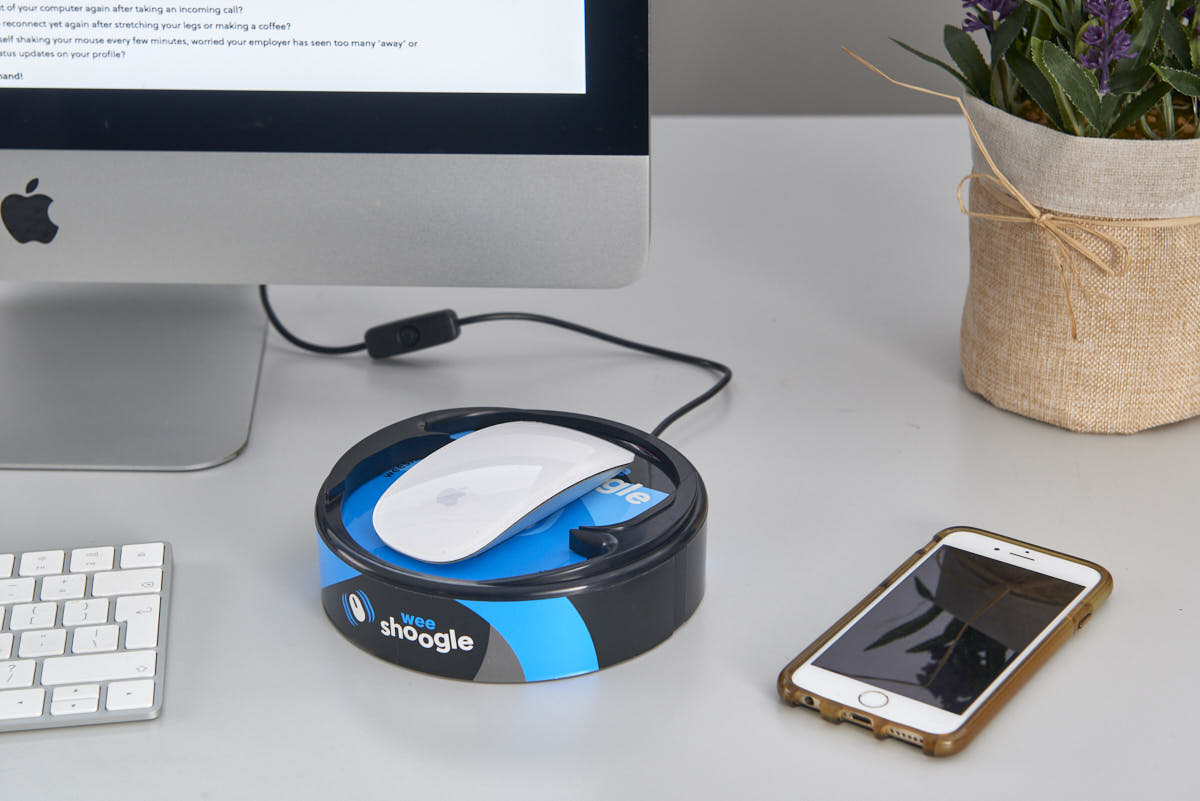

Вынужденное желание людей имитировать работу за компьютером привело к появлению нового явления — механического перемещения компьютерной мыши по экрану (англ. mouse jiggler). Термин mouse jiggler означает, что кто-то постоянно перемещает свою компьютерную мышь, чтобы поддерживать экран активным, создавая видимость того, что он работает за компьютером. Мышь может перемещаться как программно, так и с помощью имитирующего движения мыши устройства. Функция механических перемещений мыши используется теми работниками, за активностью которых осуществляется наблюдение.

## Последствия
Контроль за рядовой деятельностью работников, а не за реальными результатами их труда приводит к утрате доверия в рабочем коллективе и к отсутствию вовлеченности сотрудников в работу предприятия, а в конечном итоге — к текучке кадров. Под давлением мониторинга их повседневной работы сотрудники вынуждены создавать видимость своей деятельности (именно они используют механические перемещения мыши). В такой обстановке они испытывают повышенный стресс и менее удовлетворены работой.
Дэвид Кэмпбелл (англ. David Campbell), консультант Brand Rebellion, в интервью Forbes сообщил о растущей в 2024 году обеспокоенности работодателей «театром продуктивности». Решением проблемы он считает изменение корпоративной культуры с нынешней оценки занятости сотрудников работой в сторону оценки по результатам деятельности и доверия к работникам: «Бизнес должен измерять успех по результатам, а не по тому, сколько времени кто-то, как кажется, работает».